# Rhianna
Rhianna Hannah Louise Kenny (n. 7 februarie 1983, Leeds) cunoscută profesional ca Rhianna, este o cântăreață engleză, care a cântat în formația "Love Blackout". În anul 2002 apare un album al ei sub numele de "Get On" albumul conține cântecul "Oh Baby" care a ajuns pe locul 18 pe lista engleză Singlecharts.

## Discografie

### Albume
- 2002: Get On
- 2006: Rhianna

### Single-uri
| An   | Cântec                                | Poziție | Album  |
| An   | Cântec                                | UK      | Album  |
| ---- | ------------------------------------- | ------- | ------ |
| 2002 | "Oh Baby"                             | 18      | Get On |
| 2002 | "Word Love"                           | 41      | Get On |
| 2003 | "I Love Every Little Thing About You" | 89      | Get On |